# Зарнел Хјуз
Зарнел Хјуз (енгл. Zharnel Hughes; (Вали, 13. јул 1995.) је британски атлетичар рођен и одрастао на британској прекоморској територији Ангвила. Хјуз је спринтер специјализован за трке на 100 и 200 метара.

## Каријера
Зарнелов отац био је таксиста а мајка домаћица. Од 2015. Зарнел се такмичи на међународном нивоу за Велику Британију на Олимпијским играма, у светским и европским првенствима, као и за Енглеску на Играма Комонвелта. Двоструки је освајач златне медаље на Европском првенству (2018, 2022 ) у штафети 4 x 100 метара. Хјуз је два пута био првак Европе: на 100 метара 2018. и на 200 метара 2022. 2023. оборио је оба британска спринтерска рекорда, пре него што је освојио своју прву глобалну појединачну медаљу, бронзу у трци на 100 метара на Светском првенству.
Хјуз је био део тима Велике Британије који је завршио други после Италије у финалу штафете 4 × 100 метара на Летњим олимпијским играма 2020. 18. фебруара 2022. објављено је да ће Хјузу и његовим колегама у британској штафети бити одузето друго место у након што је Суд за спортску арбитражу прогласио једног од чланова тима кривим за допинговање. Хјуз је ипак освојио бронзану медаљу у штафете 4 × 100 метара, али на Летњим олимпијским играма 2024. заједно са Мичел-Блејком и Килтијем, поред дебитаната Џеремаје Азуа и Луја Хинчлифа.
Хјуз је британски рекордер на 100 м и 200 м са 9,83 с, односно 19,73 с. Он је подједнако други најбржи Европљанин у историји на обе дистанце, иза два Италијана, Марсела Џејкобса (9,80 с) на 100 метара и Пјетра Менее (19,72 с) на 200 метара.
Хјуз дуже година тренира на Јамајци под тренером Гленом Милсом и многим познатим спринтерима попут Јусеина Болта, Јохана Блејка и Делана Вилијамса.

## Међународна такмичења
| Година                          | Такмичење                          | Место                        | Позиција               | Дисциплина             | Резултат               | Белешка                |                        |
| Представљајући Ангвилу          | Представљајући Ангвилу             | Представљајући Ангвилу       | Представљајући Ангвилу | Представљајући Ангвилу | Представљајући Ангвилу | Представљајући Ангвилу | Представљајући Ангвилу |
| ------------------------------- | ---------------------------------- | ---------------------------- | ---------------------- | ---------------------- | ---------------------- | ---------------------- | ---------------------- |
| 2014                            | Светско првенство за јуниоре       | Јуџин, САД                   | 5.                     | 200 м                  | 20.73                  |                        |                        |
| Представљајући Велику Британију |                                    |                              |                        |                        |                        |                        |                        |
| 2015                            | Светско првенство                  | Пекинг, Кина                 | 5.                     | 200 м                  | 20.02                  |                        |                        |
| 2016                            | Европско првенство                 | Амстердам, Холандија         | 18. (квалификације)    | 200 м                  | 21.21                  |                        |                        |
| 2017                            | Светско првенство у тркама штафета | Насау, Бахами                | 3. (квалификације)     | 4 × 100 м              | 38.32                  | Нису завршили трку     |                        |
| 2017                            | Европско екипно првенство          | Лил, Француска               | 1.                     | 4 × 100 м              | 38.08                  |                        |                        |
| 2017                            | Светско првенство                  | Лондон, Уједињено Краљевство | 24. (полуфинале)       | 200 м                  | 20.85                  |                        |                        |
| 2018                            | Игре Комонвелта                    | Гоулд Коуст, Аустралија      | Дисквалификован        | 200 м                  | 20.12                  | Дисквалификован        |                        |
| 2018                            | Игре Комонвелта                    | Гоулд Коуст, Аустралија      | 1.                     | 4 × 100 м              | 38.13                  |                        |                        |
| 2018                            | Европско првенство                 | Берлин, Немачка              | 1.                     | 100 м                  | 9.95                   | РЕП                    |                        |
| 2018                            | Европско првенство                 | Берлин, Немачка              | 1.                     | 4 × 100 м              | 37.81                  |                        |                        |
| 2019                            | Светско првенство                  | Доха, Катар                  | 2.                     | 4 × 100 м              | 37.36                  |                        |                        |
| 2021                            | Олимпијске игре                    | Токио, Јапан                 | Дисквалификован        | 100 м                  |                        |                        |                        |
| 2021                            | Олимпијске игре                    | Токио, Јапан                 | Дисквалификован        | 4 × 100 м              | 37.51                  |                        |                        |
| 2022                            | Светско првенство                  | Јуџин, САД                   | 12. (полуфинале)       | 100 м                  | 10.13                  |                        |                        |
| 2022                            | Светско првенство                  | Јуџин, САД                   | 3.                     | 4 × 100 м              | 37.83                  |                        |                        |
| 2022                            | Европско првенство                 | Минхен, Немачка              | 2.                     | 100 м                  | 9.99                   |                        |                        |
| 2022                            | Европско првенство                 | Минхен, Немачка              | 1.                     | 200 м                  | 20.07                  |                        |                        |
| 2022                            | Европско првенство                 | Минхен, Немачка              | 1.                     | 4 × 100 м              | 37.67                  | РЕП                    |                        |
| 2023                            | Светско првенство                  | Будимпешта, Мађарска         | 3.                     | 100 м                  | 9.88                   |                        |                        |
| 2023                            | Светско првенство                  | Будимпешта, Мађарска         | 4.                     | 200 м                  | 20.02                  |                        |                        |
| 2023                            | Светско првенство                  | Будимпешта, Мађарска         | 4.                     | 4 × 100 м              | 37.80                  |                        |                        |